# Vráble
Vráble (hongrois : Verébely) est une ville de la région de Nitra, dans l'Ouest de la Slovaquie, située à environ 19 km au sud-est de Nitra. Sa population est de 9 400 habitants. Le nom dérive de vrábel, le nom du moineau dans le dialecte local

## Géographie

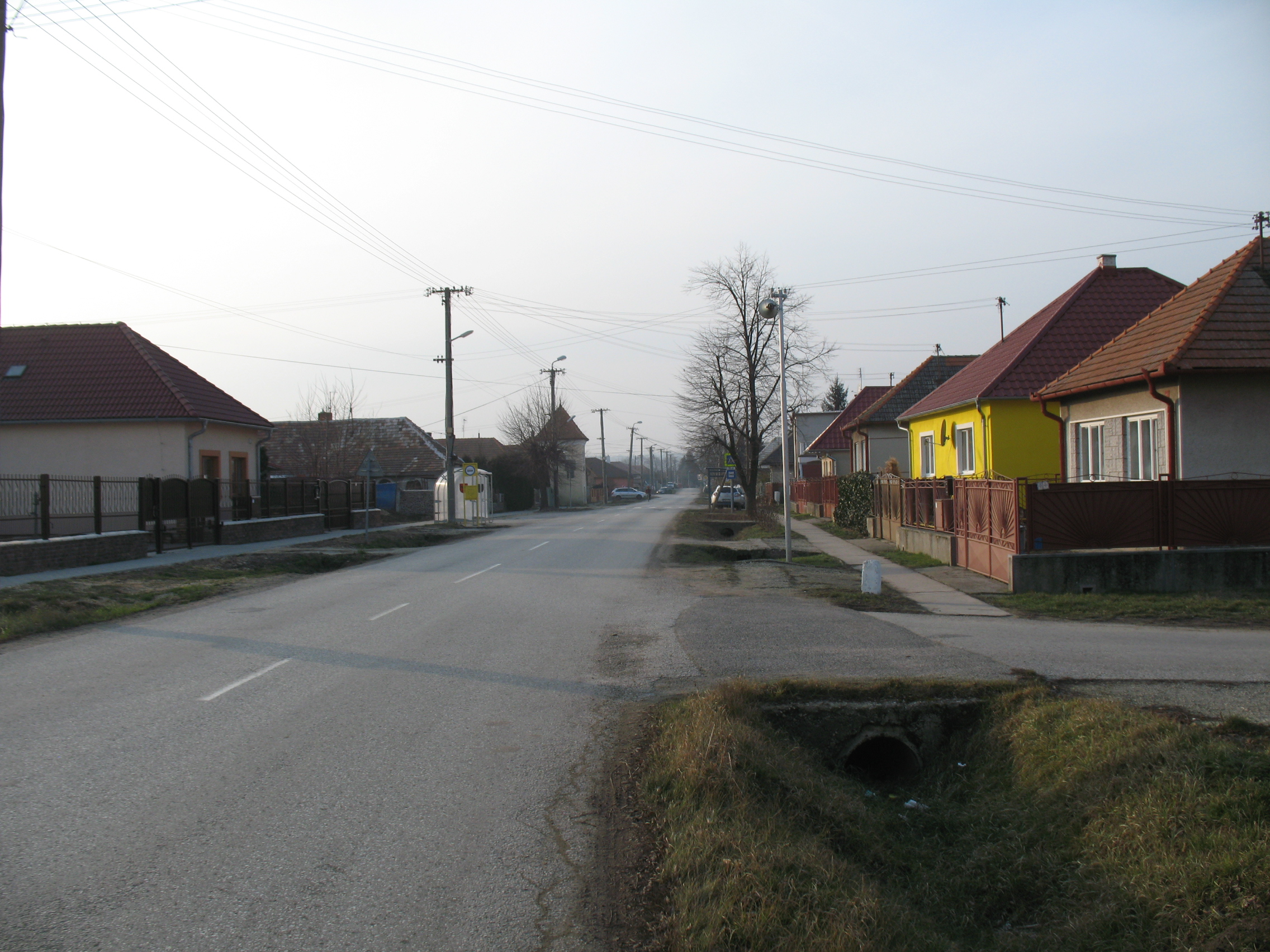
Une rue de Horný Ohaj

La ville est située dans les collines danubiennes, sur la Žitava (de), à une altitude de 140 à 240 mètres au-dessus du niveau de la mer. À l'ouest de la ville se trouve un petit barrage appelé Vodná nádrž Vráble.
La ville se compose de trois parties: Vráble proprement dit et les anciens villages de Dyčka et Horný Ohaj, tous deux annexés en 1975.

## Histoire
Le site a connu une occupation particulièrement importante dès la préhistoire. À l’entrée sud de la ville à Velké Lehemby, on y trouve les restes de trois villages juxtaposés comportant plus de 300 maisons, dont jusqu'à 80 ont été habitées en même temps. Elles sont datées du début du Néolithique, il y a environ 7000 ans.
De même, l'une des plus grandes agglomérations urbaines de l'âge du bronze en Europe a été découverte au lieu-dit de Fidvár,: avec une superficie de 20 hectares, elle est plus grande que les villes contemporaines de Mycènes et de Troie. Le site était habité par un millier de personnes et constituait un centre important pour l'exploitation des gisements d'or et d'étain des environs[,.

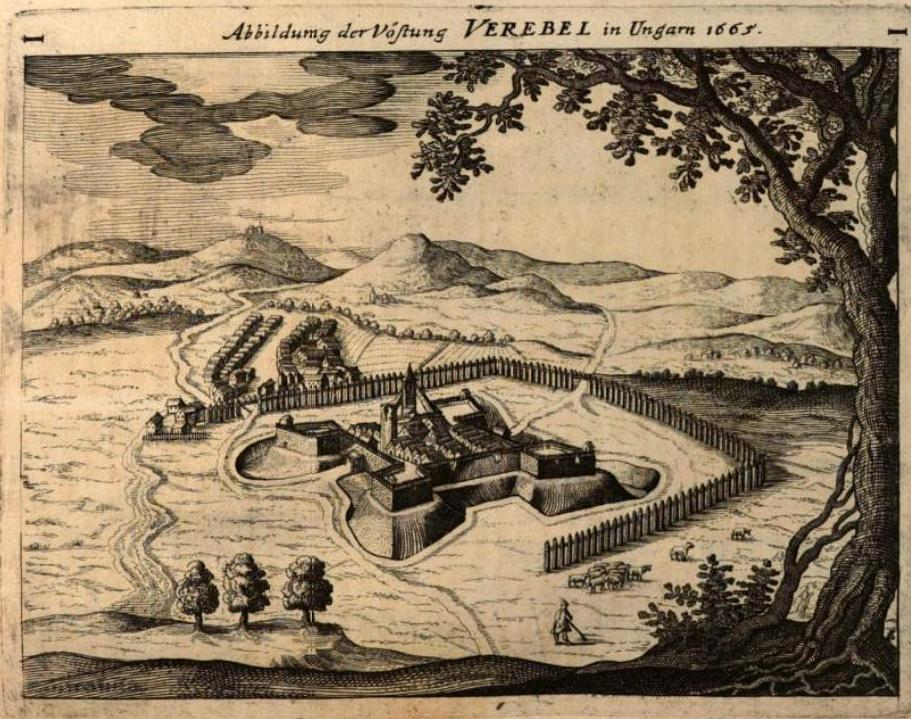
La ville fortifiée de Verebély en 1665

La plus ancienne mention de Vráble remonte à 1265 (Verebel). Elle a rapidement dépendu de l’archevéché d'Esztergom, primat de Hongrie, et a été développée comme forteresse et relais de poste. Elle a été attaquée par les armées ottomanes en 1530, 1626, 1653 et 1663.
La ville a conservé un caractère agricole aux XIXe et XXe siècles puis le développement économique a influencé l'architecture de la ville. Après l'éclatement de l'Autriche-Hongrie en 1918, la ville a été intégrée à la Tchécoslovaquie et a reçu le statut de chef-lieu de district qu’elle a conservé jusqu'en 1960. À la suite du premier arbitrage de Vienne, la ville a fait partie de la Hongrie de 1938 à 1945.

## Démographie

### Évolution de la population
| Année:               | 1994. | 2004.   | 2014.   | 2024.   |
| -------------------- | ----- | ------- | ------- | ------- |
| Nombre de personnes: | 9653  | 9470    | 8804    | 8262    |
| Différence:          |       | -1,89 % | -7,03 % | -6,15 % |

| Année:               | 2023. | 2024.   |
| -------------------- | ----- | ------- |
| Nombre de personnes: | 8323  | 8262    |
| Différence:          |       | -0,73 % |

## Démographie
D'après un recensement fiscal turc réalisé en 1664, la ville comportait alors plus de 95% de Hongrois et ils étaient encore majoritaires en 1880: sur 2022 habitants, 1143 étaient Hongrois, 714 Slovaques et 84 Allemands pour 1789 catholiques et 201 juifs. Ce n’est qu’après l’indépendance de la Tchécoslovaquie que les Hongrois sont devenus minoritaires: 2007 Tchécoslovaques pour 690 Hongrois en 1919 et 2931 Tchécoslovaques pour 140 Hongrois en 1930 mais à nouveau brièvement 2025 Hongrois pour 1224 Slovaques en 1941.
Selon le recensement de 2001, la ville comptait 9493 habitants. 93,32 % des habitants étaient Slovaques, 4,69 % Hongrois, 0,78 % Roms et 0,55 % Tchèques. Au niveau de la religion, il y avait 88,41 % de catholiques romains, 8,53 % de personnes sans affiliation et 0,62 % de luthériens.

## Jumelages

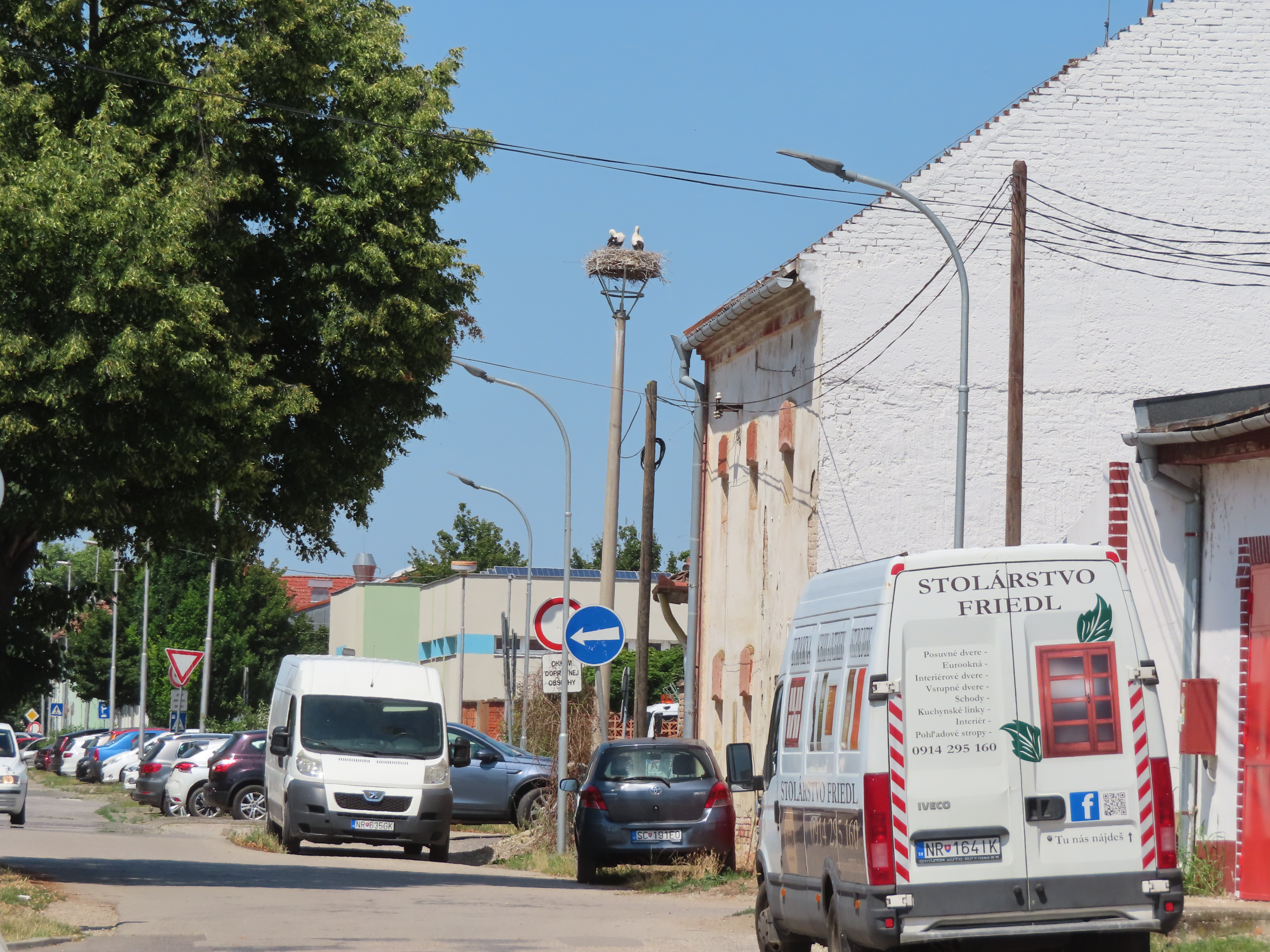
Un nid de cigognes

- Andouillé (France)
- Csurgó (Hongrie)
- Nova Varoš (Serbie)